# Sebastiano Moratelli

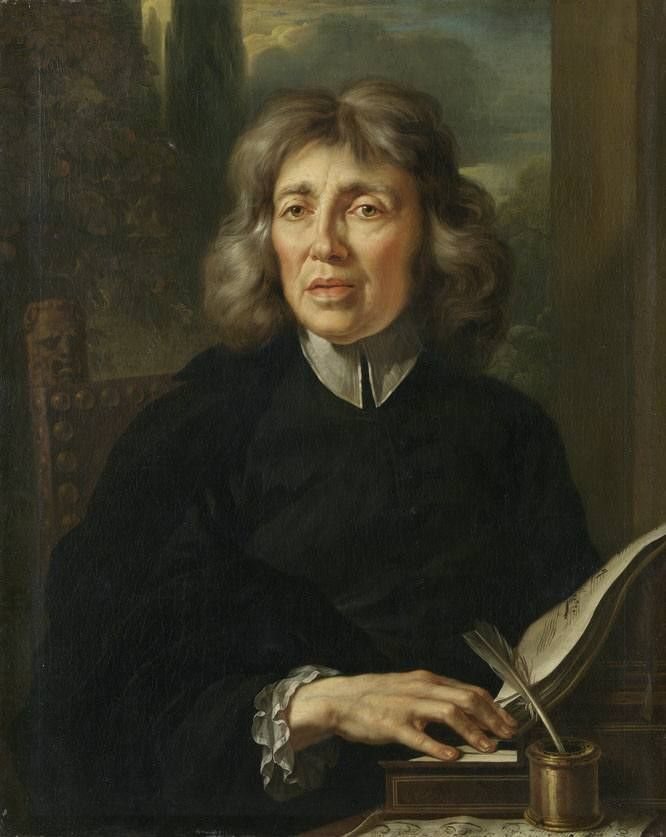
Sebastiano Moratelli, etwa 1706 bis 1710

Sebastiano Moratelli (* um 1640 in Vicenza; † 1706 in Heidelberg) war ein italienischer Sänger (Alt) und Barockkomponist.

## Leben
Moratelli sang ab 1657 als Altist am Markusdom und auf Opernbühnen in Venedig. Um 1660 berief ihn der Kaiser, er hörte ihn vermutlich in Triest nach Wien, wo er den Dienst als Kammermusiker antrat. Außerdem war er Musikmeister der Kaiserin Eleonora Gonzaga und ihrer Tochter Erzherzogin Maria Anna Josepha. Bei der Heirat der Erzherzogin mit dem späteren Kurfürsten Johann Wilhelm zog Moratelli auf Geheiß der Kaiserin an den Düsseldorfer Hof, dem er von 1679 bis zu seinem Tode angehörte.
Aus Korrespondenz zwischen dem Kurfürsten und Kaiser Leopold I. geht hervor, dass er für den Düsseldorfer Karneval 1681 dramatische Musik (Opern und Operetten) für den kurpfälzischen Hof schrieb. 1685 und 1689 reiste er nach Wien und wurde spätestens 1687 zum Kapellmeister ernannt. Wegen schwacher Gesundheit wurde er ab 1696 immer mehr von seinem jüngeren Kollegen und späteren Nachfolger Johann Hugo von Wilderer vertreten. Im Oktober 1705 schickte ihn der Kurfürst zur Erholung nach Heidelberg, wo er aber starb. Sein Zeitgenosse Giorgio Maria Rapparini erwähnt in seinem "Porträt des Kurfürsten", dass Moratelli verschiedene Opern und Serenaden komponiert habe, und lobt ihn vor allem wegen der Natürlichkeit und Ausdruckskraft seiner Rezitative.
Auf der Grundlage der Libretti von Rapparini können ihm fünf bis sechs Opern zugeschrieben werden, von denen jedoch keine Note überliefert ist. In der Musikaliensammlung der Grafen Toerring-Jettenbach, einem Depositum der Bayerischen Staatsbibliothek München, konnte zumindest die Partitur von Moratellis Serenata „La Faretra Smarrita“ wiederentdeckt werden.
Sebastiano Moratelli war Mitglied der Accademia Filarmonica in Bologna, die am 26. Oktober 1706 eine Gedenkmesse für ihn hielt.

## Werke
- Didone (G. M. Rapparini), dramma per musica (24. Juli 1688 Düsseldorf)
- Damone E Pithia : Drama per Musica ; Da Rapresentarsi Ne Giorni di Carnevale Avanti La Serenissima Elettrice Palatina Per Commando Del Serenissimo Elettore Palatino / posto in musica dal sig. Sebastiano Moratelli. Text von Giorgio Maria Rapparini. - Dusseldorff, 1694. Digitalisierte Ausgabe der Universitäts- und Landesbibliothek Düsseldorf
- I giochi olimpici, ovvero Che fingendo si prova un vero affetto (G. M. Rapparini), dramma per musica (26. Juli 1694 Düsseldorf)
- Erminia Al Campo : Trattenimento Musicale ; Rappresentato Ne' Giorni Carnevaleschi Per Commando Del A. S. Del Duca Di Giuliers Prencipe Ellettorale Palatino. Et alla medesima Altezza consacrato / Posto in Musica dal Sign D. Sebastiano Moratelli. (Text: Giorgio Maria Rapparini). Digitalisierte Ausgabe der Universitäts- und Landesbibliothek Düsseldorf
- Il fabbro pittore. Drama per musica. Da Rappresentarsi ne giorni carnevaleschi avanti le Serenissime Elletrici Palatine per commando del Serenissimo Elletore Palatino / posto in musica. Dal. sig. D. Sebastiano Moratelli, Mastro di capella, Cosigliere Ecclesiastico di S.A.E. e musico di camera di S.M.C. con le Arie per li Balli De. Sig. Giorgio Kraft. Düsseldorff li 20. Genari 1695 per Gio. Christiano Schleuter, Stampatore. (Der Schmied als Maler. Oper. Aufgeführt auf einer Karnevalsveranstaltung mit Ihrer Durchlaucht Kurfürstin von der Pfalz auf Befehl Seiner Durchlaucht des Kurfürsten von der Pfalz vom Herren Kapellmeister Seiner Hoheit und Leiter des Opernhauses mit Arien von Georg Kraft. Düsseldorff den 20. Januar 1695 bei Johann Christian Schleuter, Drucker). Originaldruck in Italienisch, nur Text ohne Noten